# Dioctria parvula
Dioctria parvula là một loài ruồi trong họ Asilidae. Dioctria parvula được Coquillett miêu tả năm 1893. Loài này phân bố ở vùng Tân Bắc giới.